# ZTF J1901+1458
ZTF J1901+1458 (Gaia ID 4506869128279648512) — зоря, білий карлик, що знаходиться приблизно на відстані за 130 світлових років від Землі, приблизно в напрямку Epsilon Aquilae. Виявлений у 2021 році в огляді Zwicky Transient Facility (ZFT). На час відкриття це найпотужніший білий карлик, а також одночасно найменший по радіусу, який коли-небудь був виявлений.

## Характеристики
Його маса складає 1,35 мас Сонця, що майже максимально допустимо для об'єктів цього типу, тому що його маса близька до межі Чандрасекара . Радіус зорі становить близько 2140 км, що трохи більше розміру Місяця. Об'єкт обертається дуже швидко, роблячи один оборот за 7 хвилин (період обертання у більшості білих карликів зазвичай становить декілька годин). Крім того, зоря має дуже сильне магнітне поле, яке майже в мільярд разів потужніше ніж у Сонця. Поєднання високої швидкості обертання, а також екстремальної сили магнітного поля, вказує на те, що ZTF J1901 + 1458 це результат злиття двох менших білих карликів в один.

## Важливість відкриття
ZTF J1901+1458 — це перший відомий білий карлик, що утворився в результаті злиття двох інших. Існування подібних об'єктів злиття дуже важливе для астрономії. Якщо з'ясується, що зіткнення білих карликів відбуваються досить регулярно, то це може внести суттєві корективи у сучасну шкалу наддалеких відстаней, в ту її частину, що ґрунтується на вибухах наднових типу Ia. Оскільки світність при вибухах від зіткнення двох білих карликів може бути довільною, на відміну від наднових типу Ia, і тому такі вибухи не можна використовувати як стандартну свічку.